# Masterplan (TV-serie)
Masterplan var en dokusåpa som sändes på Kanal 5 hösten 2003. Den blev dock aldrig någon succé och lades ner efter bara en halv säsong. Programledare var Adam Alsing.
Programmet gick ut på att en man och en kvinna skulle filmas dygnet runt i sin vardag och att de när som helst skulle vara beredda på att följa en "masters" önskemål.  Medverkande i såpan var bland andra Kim Palm Modig, Rene U. Valdes, Mats Bergvall, Caroline Hanna, Yesim Bilgic och Elli Caramelli. Vinnare av programmet och prissumman 500 000 kr blev Mats Bergvall.  